# Marie and Bruce
Marie and Bruce ist ein US-amerikanisches Filmdrama aus dem Jahr 2004. Regie führte Tom Cairns, der gemeinsam mit Wallace Shawn anhand dessen Theaterstücks auch das Drehbuch schrieb.

## Handlung
Am Anfang sagt die Off-Stimme Maries, dass ihr Ehemann Bruce sie irritiere. Sie denke darüber nach, ihn zu verlassen. Die Eheleute tauschen während des Frühstücks sarkastische Bemerkungen aus. Bruce verbringt seine Freizeit in der Gesellschaft seines Freundes Roger. Marie geht alleine auf eine Party und besucht die Nachbarn. Am Ende gehen Bruce und Marie schlafen.

## Hintergrund
Der Film wurde in New York City gedreht. Seine Weltpremiere fand am 19. Januar 2004 auf dem Sundance Film Festival statt, dem im Mai 2004 der Cannes Film Market folgte. Der Film wurde in den meisten Ländern direkt auf DVD veröffentlicht.

## Kritiken
Dennis Harvey schrieb in der Zeitschrift Variety vom 26. Januar 2004, der Film wirke theatralisch und unnatürlich. Die Handlung sei „eigentümlich“ und „unklar“; vorwiegend das Spiel der Hauptdarsteller würde den Film „anschaubar“ machen. Marie and Bruce sei stilisiert und nur gelegentlich psychologisch realistisch in der Darstellung der „Kluft“ zwischen beiden Hauptfiguren. Die Musik sorge in einer unterhaltsamen Weise für „leicht surrealistische Atmosphäre“, die beeindrucke, obwohl sie den Zuschauer nicht anspreche („amusing musical choices to heighten a lightly surreal atmosphere that impresses even as it keeps the viewer at an emotional distance“).